# Gieorgij Smirnow
Gieorgij Łukicz Smirnow (ros. Гео́ргий Луки́ч Смирно́в, ur. 14 listopada 1922, zm. 29 listopada 1999) – radziecki działacz partyjny i filozof.

## Życiorys
Od 1942 funkcjonariusz komsomolski w obwodzie stalingradzkim (wołgogradzkim), od 1943 członek WKP(b), absolwent Stalingradzkiego Instytutu Pedagogicznego (1952) i Akademii Nauk Społecznych przy KC KPZR. Doktor nauk filozoficznych, profesor. Od 1957 pracownik aparatu KC KPZR, w latach 1969–1974 zastępca kierownika Wydziału Propagandy KC KPZR, w latach 1974–1983 I zastępca kierownika Wydziału Propagandy KC KPZR, od 1981 członek korespondent, a od 1987 akademik Akademii Nauk ZSRR. Od 5 marca 1976 do 2 lipca 1990 zastępca członka KC KPZR, między 1983 a 1985 dyrektor Instytutu Filozofii Akademii Nauk ZSRR, w latach 1985–1987 pomocnik sekretarza generalnego KC KPZR Michaiła Gorbaczowa, a w latach 1987–1991 dyrektor Instytutu Marksizmu-Leninizmu przy KC KPZR.